# Лахтинсько-Правобережна лінія
Четверта лінія, також відома як Ла́хтинсько-Правобере́жна або Помаранчева (раніше — просто «Правобережна») — лінія Петербурзького метрополітену. Перша черга відкрита 30 грудня 1985 року. З'єднує центр з південно-східними районами Санкт-Петербургу на правому березі Неви. Перша повністю підземна лінія Петербурзького метрополітену. Одна з двох ліній, де всі станції глибокого закладення. Незважаючи на назву, повністю «правобережною» ніколи не була, оскільки станція «Площа Олександра Невського», що входить в лінію з першого дня її існування , знаходиться на лівому березі Неви, і на середину 2010-х лише половина станцій лінії розташована на правому березі.

## Хронологія пусків
Сірим виокремлені станції, на середину 2010-х функціонуючих у складі Фрунзенсько-Приморської линії.
| Дата пуску      | Ділянка | Довжина  | Кіл-ть станцій |
| --------------- | --- | -------- | -------------- |
| 30 грудня 1985  | «Площа Олександра Невського-2» — «Проспект Більшовиків»                                                                                  | 5,2 км   | 4              |
| 1 жовтня 1987   | «Проспект Більшовиків» — «Вулиця Дибенка»                                                                                                | 1,7 км   | 1              |
| 30 грудня 1991  | «Площа Олександра Невського-2» — «Достоєвська» — «Садова»                                                                                | 4,7 км   | 3              |
| 15 вересня 1997 | «Садова» — «Чкаловська» (без станції «Адміралтейська»)                                                                                   | 4,7 км   | 2              |
| 14 січня 1999   | «Чкаловська» — «Старе Село» (без станції «Хрестовський острів»)                                                                          | 4,1 км   | 1              |
| 3 вересня 1999  | «Хрестовський острів» | —        | 1              |
| 2 квітня 2005   | «Старе Село» — «Комендантський проспект»                                                                                                 | 2,7 км   | 1              |
| 7 березня 2009  | «Достоєвська» — «Спаська» | 1,8 км   | 1              |
| 7 березня 2009  | Ділянка «Комендантський проспект» — «Садова» передано Фрунзенсько-Приморській лінії, перегін «Садова» — «Достоєвська» перетворено у СЗГ. | −13,1 км | −6             |
|                 | Загалом: | 11,2 км  | 8 станцій      |

### Історія перейменувань
| Дата         | Стара назва       | Сьогоденна назва |
| ------------ | ----------------- | ---------------- |
| 1 липня 1992 | Красногвардійська | Новочеркаська    |

## Пересадки
Із заходу на схід:
| Зі станції                    | На лінію, на станцію           |
| ----------------------------- | ------------------------------ |
| «Спаська»                     | «Сінна площа»                  |
| «Спаська»                     | «Садова»                       |
| «Достоєвська»                 | «Володимирська»                |
| «Площа Олександра Невского-2» | «Площа Олександра Невського-1» |

## Депо і рухомий склад

### Депо, що обслуговують лінію
| Депо             | Період            |
| ---------------- | ----------------- |
| ТЧ-4 «Північне»  | 1985-1986         |
| ТЧ-5 «Невське»   | 1986-2000, з 2008 |
| ТЧ-6 «Виборзьке» | 2000-2009         |

### Кількість вагонів у складах
З моменту запуску і на середину 2010-х лінією курсують шестивагонні поїзди. Потенційно лінія проектувалася і будувалася для пропускної здатності 40 пар поїздів на годину по 8 вагонів кожен. До відкриття депо «Південне» збільшення довжини поїзда не планується.

### Типи вагонів
| Тип            | Період             |
| -------------- | ------------------ |
| 81-717/714     | на середину 2010-х |
| 81-714.5       | на середину 2010-х |
| 81-540.8/541.8 | на середину 2010-х |